# Martin Bremer (Leichtathlet)
Martin Bremer (* 19. März 1970 in Dortmund) ist ein ehemaliger deutscher Langstreckenläufer.

## Leben
1992 wurde er Dritter bei den Deutschen Meisterschaften im 10.000-Meter-Lauf und 1994 Dritter bei den nationalen Crosslauf-Meisterschaften. Am 2. Oktober 1994 wurde bei ihm nach dem Murtenlauf das Hormon Testosteron nachgewiesen. Daraufhin wurde gegen ihn eine vierjährige Sperre wegen Dopings verhängt, die später auf zwei Jahre reduziert wurde.
Kurz nach Ablauf der Sperre wagte sich Bremer zum ersten Mal auf die Marathonstrecke. Beim Frankfurt-Marathon 1996 übernahm er schon bald die Führung und erlief sich einen Vorsprung von über einer Minute. Kurz vor dem Ziel begann er jedoch völlig entkräftet zu taumeln. Mit letzter Kraft erreichte er die Zeitmessmatte in 2:13:38 h, auf der er kollabierte, ohne das Zielband zu zerreißen – nur vier Sekunden vor dem zweitplatzierten Japaner Ryuji Takei.
Der 1,73 m große und 57 kg schwere Athlet startete für die LG Bayer Leverkusen, nach seiner Sperre für die LG Bonn/Troisdorf und den Korschenbroicher SC. Seit 2015 ist er Projektleiter der „Biathlon auf Schalke“-Tour.

## Bestzeiten
- 5000 m: 13:33,57 min, 11. September 1994, London
- 10.000 m: 28:12,50 min, 26. August 1994, Troisdorf
- Halbmarathon: 1:03:31 h, 13. Oktober 1996, Eindhoven[3]
- Marathon: 2:13:38 h, 27. Oktober 1996, Frankfurt am Main